# Habropoda hakkariensis
Habropoda hakkariensis är en biart som beskrevs av Schwarz och Gusenleitner 2001. Habropoda hakkariensis ingår i släktet Habropoda och familjen långtungebin. Inga underarter finns listade i Catalogue of Life.